# Antonio Milá
Antonio Milá, en catalán: Antoni Milà, (Villafranca del Panadés, ¿? - Tarragona, 23 de marzo de 1789), fue un compositor y maestro de capilla español.

## Vida
Es muy poco lo que se sabe de la vida de Milá. El único diccionario enciclopédico que lo menciona es el Diccionario biográfico-bibliográfico de Baltasar Saldoni.

(N.) MILÁ, presbítero, D. Antonio: maestro de capilla de la iglesia metropolitana de Tarragona á mediados del siglo XVIII, y que á principios del XIX se cantaba todavía en la propia iglesia, dos veces al año, una Letanía de su composición, á cuatro y ocho voces.
Diccionario biográfico-bibliográfico, Baltasar Saldoni

Se desconoce la fecha de nacimiento, pero se sabe que nació en Villafranca del Panadés y que tuvo por lo menos un hermano, Ramón. Es probable que se formase musicalmente en la escolanía del Real Monasterio de Montserrat, no lejos de su lugar de Villafranca.
Antonio Milá fue maestro de capilla de la Basílica de Santa María de Villafranca entre los años 1743 y 1762. En Villafranca fue sustituido por su hermano Ramón Milá, músico presente en la capilla en 1694.
En 1762 pasó a ser maestro de capilla interino en la Catedral de Tarragona, que había estado vacante desde que el anterior maestro, Francesc Frexes, dejara el cargo en 1756.
En 1768 presentó sus méritos en la Catedral de Málaga para obtener la plaza de maestro de capilla, tras haber quedado vacante por el fallecimiento de Juan Francés de Iribarren el 2 de septiembre de 1767. De forma poco habitual, se decidió usar el sistema de informes para ocupar el cargo y no la oposición pública. El nuevo sistema llevó a una disputa entre el cabildo, el obispo y la Real Cámara sobre como realizar la licitación. Se desconoce si Milá se presentó personalmente en Málaga para dar más peso a su candidatura. Finalmente sería elegido Jaime Torrens.
El 29 de enero de 1770 Milá ganó las oposiciones al magisterio de la Catedral de Tarragona, donde consta como comensal. Sus responsabilidades eran las habituales en las catedrales españolas del siglo XVII para el maestro de capilla: era el responsable del funcionamiento de la capilla de música, componía las obras para los días señalados, realizaba los ensayos y era quien debía educar a los niños del coro, dándoles clase por la mañana y tarde. Otras obligaciones excepcionales, como la adquisición del repertorio musical e instrumentos, proponer plazas vacantes, presidir exámenes y oposiciones, etc., que habitualmente realizaban los maestros de capilla en otras catedrales, no fueron realizadas por Milá, sino por el director.

El maestro de capilla debe componer cada año, con toda perfección y según el arte musical, todas las obras que deben cantarse en la catedral en las festividades de Semana Santa, Corpus, santa Tecla y Navidad, por lo que hará presente a la «comuna distribución»; esto es, un mes antes de Semana Santa, quince días antes de Corpus, quince días antes de santa Tecla y un mes antes de Navidad.
Ordinacions (1747)

El Barón de Maldá lo mencionó en su Calaix de sastre, en una descripción que hizo de la capilla villafranquina en 1777.

Des de allí anàrem a casa mosèn Milà, mestre de capella, ahont hi trobàrem son germà, que ho és a la catedral de Tarragona, el qual, per lo ben rumbat que anava vestit, com en lo demés, junt ab sa pulcritut, semblava més prest senyor canonge que mestre de capella.
Desde ahí fuimos a la casa de Ramón Milá, maestro de capilla, donde encontramos a su hermano, que lo es de la catedral de Tarragona, el cual, por lo bien rumboso que iba vestido, como en lo demás, junto con su pulcritud, parecía más bien un canónigo que un maestro de capilla.
Miscel·lània de viatges i festes majors, Rafael Amat i de Cortada

El hecho da idea de que Milá tenía los medios para vestir de forma correspondiente a su estatus social. El maestro también se documenta en otra publicación de 1775, Memoria Gloriosa y Descripcion Festiva de las Solemnes, P[l]ausibles Fiestas con la que en los dias 22, 23, 24 y 25 de Setiembre del Año 1775 el M. Ilustre Cabildo, y Ciudad de Tarragona celebraron la colocacion del brazo de su gloriosa Patrona la Invicta Prothomartyr Santa Thecla.

Terminada la celebridad del Oficio, c[u]ydaron los Señores Canonigos de ofrecer la Reliquia à la doracion hasta la hora de Visperas, y haviendolas cantado con toda solemnidad, iluminacion del Templo, y concurso de gentes, se bolvió processionalmente à colocar el santo Brazo à su Capilla, y Urna, y luego empezó la Musica el solemne armonioso canto de un Oratorio, en cuya funcion campeó la habilidad de la composicion de la Música, y de la Poësia; aquella como obra del delicado estilo de R. Antonio Milá, Maestro de Capilla de la Iglesia de Tarragona, y esta como parto del erudito ingenio de Don Mariano Marí, Cruzero de su Ilustrissima, que explicó la propiedad del asumpto como se sig[u]e.

Antonio Milá parece haber cumplido sus funciones en la metropolitana tarraconense sin problemas con el cabildo, ni sobresaltos de salud, hasta su fallecimiento, el 23 de marzo de 1789 en Tarragona. En la catedral de Tarragona fue sucedido en el cargo por Melchor Juncá.

## Obra
Se conservan más de 200 composiciones de las cuales destacan sus villancicos, que son 55. La musicóloga Montserrat Canela destaca el villancico Los llorones, en el que caricaturiza a los monaguillos que se quejan del poco pan que les dan y de que no les cambian los zapatos rotos, etc. El musicólogo Joan Cuscó destaca los gozos compuestos por Milá, de los que el más antiguo sería de 1733.
En el fondo musical TarC (Fondo de la Catedral de Tarragona) se conservan 235 composiciones suyas.